# خانه ترک
خانه ترکی (که مرکز ترکوی نیز نامیده می شود) ۵۶۱-فوت-ارتفاع (۱۷۱-متر) دارد. ، آسمان خراش ۳۶ طبقه واقع در پلازا ۸۲۱ سازمان ملل متحد ( خیابان اول ) در خلیج تورتل، منهتن ، شهر نیویورک ، ایالات متحده، روبروی مقر سازمان ملل متحد .  ترکی هاوس به عنوان مقر چندین نمایندگی دیپلماتیک ترکیه در شهر نیویورک و همچنین مرکز فعالیت های فرهنگی ترکیه عمل می کند.

## شرح
خانه ترکی که توسط پرکینز ایستمن طراحی شده است، ۳۵ طبقه ارتفاع و ۵۶۱ فوت (۱۷۱ متر) دارد. از زمین تا پشت بام.   این ساختمان حدود ۲۲۰٬۰۰۰ فوت مربع (۲۰٬۰۰۰ متر مربع) دارد  فضای  استفاده، که ۱۸۰٬۰۰۰ فوت مربع (۱۷٬۰۰۰ متر مربع)   توسط نمایندگی دائم ترکیه در سازمان ملل متحد و سرکنسولگری ترکیه در شهر نیویورک استفاده می شود. بقیه فضای مسکونی است نمای منحنی آن کنایه از هلال بر روی پرچم ترکیه است، در حالی که بالای آسمان خراش به شکل لاله ، گل ملی ترکیه است. 
۳۶ طبقه اول شامل ۱۰۲٬۰۰۰ فوت مربع (۹٬۵۰۰ متر مربع)   فضای تجاری. این برج دارای یک سالن و طبقات اداری برای نمایندگی سازمان ملل و همچنین کنسولگری است.  تراس های فضای باز در طبقات ۵، ۱۱ و ۱۶ قرار دارند.  این ساختمان همچنین دارای نمازخانه، سالن اجتماعات و فضای نمایشگاهی است.  از طبقه ۲۰ شروع می شود، آپارتمان هایی که برخی از آنها توسط نمایندگی های دیپلماتیک ترکیه استفاده می شود. کل فضای مسکونی ۴۰٬۰۰۰ فوت مربع (۳٬۷۰۰ متر مربع)  ، با میانگین هر واحد حدود ۲٬۰۴۵ فوت (۶۲۳ متر)  . دو آپارتمان دوبلکس در نظر گرفته شده است. مرکز تناسب اندام، فضای تراس مشترک، و گاراژ پارکینگ برای ساکنین در دسترس خواهد بود.

## تاریخ
دولت ترکیه در سال ۲۰۱۲ شرکت Cresa Partners را برای تخریب دو ساختمان موجود در محله خلیج لاک پشت منهتن در شهر نیویورک ، روبه روی مقر سازمان ملل متحد ، استخدام کرد و یک ساختمان جدید برای کنسولگری ترکیه در این مکان ساخت.  دولت ترکیه در مارس ۲۰۱۶ طرح هایی را برای این برج به اداره ساختمان شهر نیویورک ارائه کرد  پس از اینکه کرسا در سپتامبر ۲۰۱۶ اعلام کرد که دیگر در کنسولگری ترکیه کار نخواهد کرد، دولت ترکیه در نوامبر همان نوامبر از کرسا شکایت کرد.
ساخت و ساز در سپتامبر ۲۰۱۷ آغاز شد.  این ساختمان تا مه ۲۰۲۱ تا حد زیادی تکمیل شد و رجب طیب اردوغان رئیس جمهور ترکیه این مرکز را به طور رسمی در ۲۰ سپتامبر ۲۰۲۱ افتتاح کرد  
چندین پنجره ساختمان توسط Recep Akbıyık در ۲۲ مه ۲۰۲۳ شکسته شد  حمله به ساختمان توسط متیو میلر، سخنگوی وزارت خارجه آمریکا محکوم شد.  

### تحقیقات اف‌بی‌آی در مورد کمپین شهرداری اریک آدامز در سال ۲۰۲۱
در سال ۲۰۲۳، اف‌بی‌آی و دادستان ناحیه جنوبی نیویورک تحقیقاتی را آغاز کردند که آیا اریک آدامز ، شهردار نیویورک، به‌طور نامناسبی به مقامات آتش‌نشانی شهر نیویورک فشار آورده است تا با وجود مشکلات ایمنی، اجازه اشغال ساختمان را بدهند. 